# إليزابيث كرايست ترمب
إليزابيث كرايست ترمب (بالإنجليزية: Elizabeth Trump) (بالألمانية: Elizabeth Christ Trump) (10 أكتوبر 1880 - 6 يونيو 1966) كانت سيدة أعمال أمريكية من أصل ألماني وأحد أعضاء عائلة ترمب. تزوجت فريدريك ترمب في عام 1902 وأنجبت 3 أطفال قبل وفاة زوجها الذي كان قد عينها في إدارة العقارات من أجل إعالة أسرتها. أسست شركة إليزابيث ترمب وأبنائها للتطوير العقاري مع ابنها فريد ترمب. تعرف الآن الشركة باسم منظمة ترمب، ويملكها ويديرها حاليًا الرئيس الأمريكي الحالي دونالد ترمب.